# Фань Чжунъянь
Фань Чжунъя́нь (кит. трад. 范仲淹, пиньинь Fàn Zhòngyān; 989, уезд Усянь — 1052) — китайский государственный деятель и писатель эпохи Сун.
В 1015 (26 лет) получил звание цзиньши. Вначале руководил строительством волнорезов на тихоокеанском побережье Китая. В 1034—1036 годах, вместе с Оуян Сю, каталогизировал императорскую библиотеку.
Во время войны с тангутским царством Си Ся в 1040—1044 годах Фань был назначен заместителем командующего в провинции Шэньси, и в 1041 году он руководит организацией обороны провинции. Последовавшее в 1044 году заключение мира было оценено императорским двором как личный успех Фаня, несмотря на то, что китайцам пришлось выплачивать значительную дань серебром, шёлком и чаем. Фань был отозван в столицу и повышен до звания заместителя канцлера. На этой должности Фань в 1045 году приступил к осуществлению ряда реформ в различных областях жизни.
Будучи ортодоксальным конфуцианцем, Фань предложил, одобренный затем императором, проект реформ из 10 пунктов, среди которых были изменения в налоговой политике и системе экзаменования чиновничества. Одной из главных бед китайской системы управления Фань видел в отсутствии достаточного количества хорошо подготовленных чиновников и специалистов. Ратовал за открытие по всей стране новых школ.
Фань Чжунъянь — автор многочисленных стихотворений цы. Наиболее известным его сочинением являются Записки о Юэянской башне 岳陽樓記. Произведение написано по приглашению Тэн Цзыцзина 滕子京, заново отстроившего башню. Среди прочего, оно содержит знаменитую характеристику «людей древности» (сословия интеллектуалов-ши), среди которых автор мечтает занять место: «те, кто в столичных дворцах пекутся о народе, — а среди рек и озёр пекутся о государе. Первые в тревогах мира и последние в его радостях» 不以物喜，不以己悲，居廟堂之高，則憂其民；處江湖之遠，則憂其君。是進亦憂，退亦憂；然則何時而樂耶？其必曰：「先天下之憂而憂，後天下之樂而樂」乎！噫！微斯人，吾誰與歸！.